# Asnières-sous-Bois
Ne doit pas être confondu avec Anères.
Pour les articles homonymes, voir Asnières.
Asnières-sous-Bois est une commune française située dans le département de l'Yonne, en région Bourgogne-Franche-Comté.

## Géographie
Asnières-sous-Bois est une petite commune comptant 135 habitants au recensement de 2015, située dans l'Yonne. Elle se trouve au sud du département, au centre d'un triangle qui aurait pour sommets Châtel-Censoir, Vézelay et Clamecy, dans le massif du Morvan.
En raison du relief accidenté qui caractérise cette région, son altitude varie de 162 m, au niveau du ru de Chamoux qui longe la route départementale 100, à 272 m, sommet de la colline sur laquelle se trouve une grande place publique, l'église romane et la mairie.
La commune s'étend sur 1 795 hectares dont 1 200 de forêts.

### Climat
Pour des articles plus généraux, voir Climat de la Bourgogne-Franche-Comté et Climat de l'Yonne.
En 2010, le climat de la commune est de type climat océanique dégradé des plaines du Centre et du Nord, selon une étude du Centre national de la recherche scientifique s'appuyant sur une série de données couvrant la période 1971-2000. En 2020, Météo-France publie une typologie des climats de la France métropolitaine dans laquelle la commune est exposée à un climat océanique altéré et est dans une zone de transition entre les régions climatiques « Lorraine, plateau de Langres, Morvan » et « Centre et contreforts nord du Massif Central ».
Pour la période 1971-2000, la température annuelle moyenne est de 10,8 °C, avec une amplitude thermique annuelle de 15,6 °C. Le cumul annuel moyen de précipitations est de 805 mm, avec 12 jours de précipitations en janvier et 7,9 jours en juillet. Pour la période 1991-2020, la température moyenne annuelle observée sur la station météorologique de Météo-France la plus proche, « Merry-sur-Yonne », sur la commune de Merry-sur-Yonne à 9 km à vol d'oiseau, est de 11,5 °C et le cumul annuel moyen de précipitations est de 776,9 mm. 
La température maximale relevée sur cette station est de 40,7 °C, atteinte le 7 août 2003 ; la température minimale est de −22 °C, atteinte le 16 janvier 1985,,.
Les paramètres climatiques de la commune ont été estimés pour le milieu du siècle (2041-2070) selon différents scénarios d'émission de gaz à effet de serre à partir des nouvelles projections climatiques de référence DRIAS-2020. Ils sont consultables sur un site dédié publié par Météo-France en novembre 2022.

## Urbanisme

### Typologie
Au 1er janvier 2024, Asnières-sous-Bois est catégorisée commune rurale à habitat dispersé, selon la nouvelle grille communale de densité à sept niveaux définie par l'Insee en 2022.
Elle est située hors unité urbaine. Par ailleurs la commune fait partie de l'aire d'attraction de Clamecy, dont elle est une commune de la couronne,. Cette aire, qui regroupe 45 communes, est catégorisée dans les aires de moins de 50 000 habitants,.

### Occupation des sols
L'occupation des sols de la commune, telle qu'elle ressort de la base de données européenne d’occupation biophysique des sols Corine Land Cover (CLC), est marquée par l'importance des forêts et milieux semi-naturels (72,8 % en 2018), une proportion sensiblement équivalente à celle de 1990 (72,4 %). La répartition détaillée en 2018 est la suivante : 
forêts (72,8 %), terres arables (17,4 %), zones agricoles hétérogènes (8,1 %), prairies (1,6 %). L'évolution de l’occupation des sols de la commune et de ses infrastructures peut être observée sur les différentes représentations cartographiques du territoire : la carte de Cassini (XVIIIe siècle), la carte d'état-major (1820-1866) et les cartes ou photos aériennes de l'IGN pour la période actuelle (1950 à aujourd'hui).

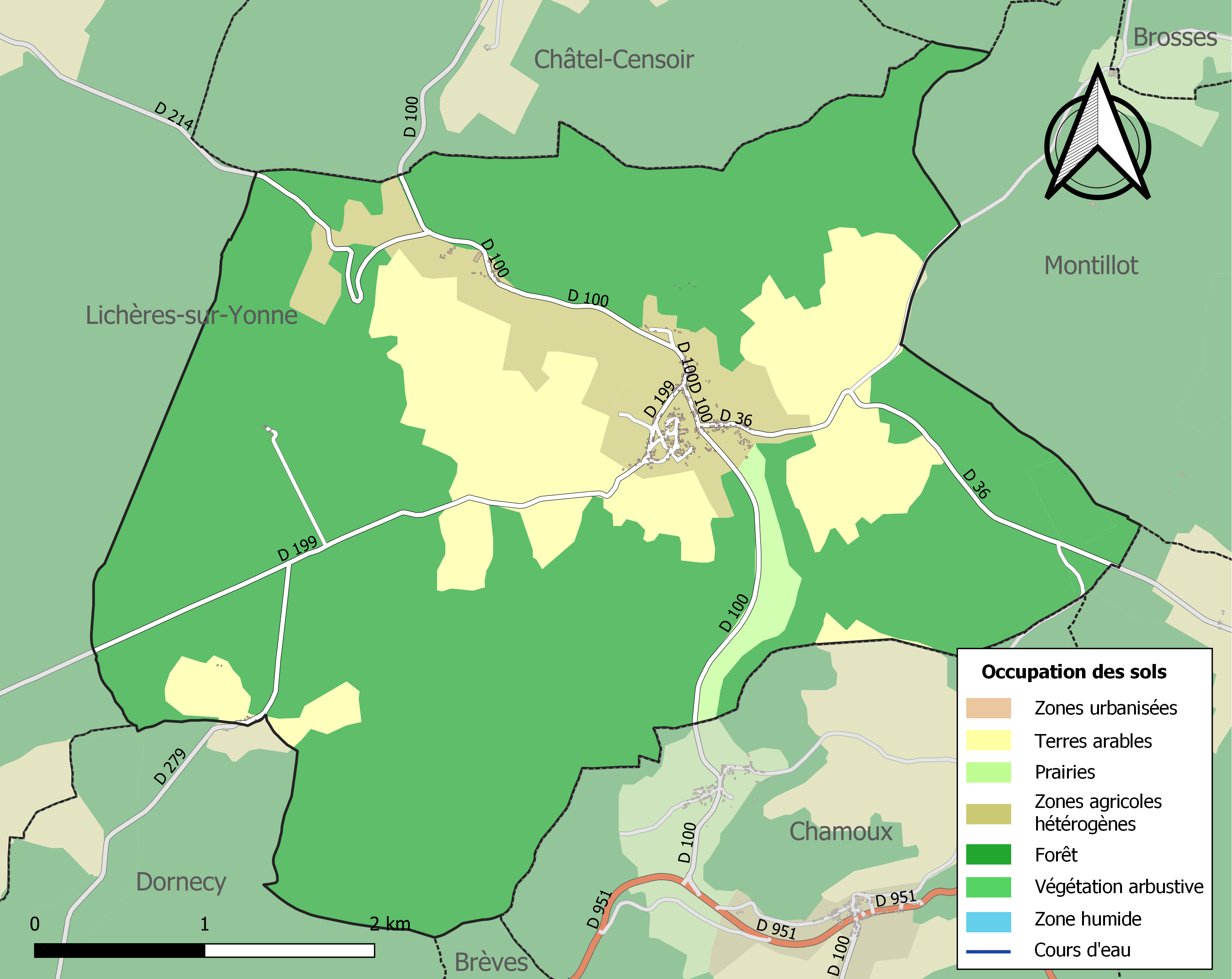
Carte des infrastructures et de l'occupation des sols de la commune en 2018 (CLC).

## Histoire
Asnières-sous-Bois est évoquée pour la première fois au XIe siècle sous le nom d'Asinariae.
La terre d'Asnières est partagée à partir du XIIe siècle entre l'abbaye de Vézelay et une lignée de seigneurs qui prit le nom de ce fief.

## Politique et administration
| Période   | Période   | Identité               | Étiquette | Qualité  |
| --------- | --------- | ---------------------- | --------- | -------- |
| 1945      | mai 1953  | Henri Reniaud          |           |          |
| mai 1953  | mars 1965 | Joseph Père            |           |          |
| mars 1965 | mars 1977 | Marcel Boulin          |           |          |
| mars 1977 | mars 1983 | Pierre Thibault        |           |          |
| mars 1983 | mars 1989 | René Joly              |           |          |
| mars 1989 | mars 2014 | Claudine Guérin-Mandon | PCF       |          |
| mars 2014 | En cours  | François Roux          | SE        | Retraité |

## Démographie
L'évolution du nombre d'habitants est connue à travers les recensements de la population effectués dans la commune depuis 1793. Pour les communes de moins de 10 000 habitants, une enquête de recensement portant sur toute la population est réalisée tous les cinq ans, les populations de référence des années intermédiaires étant quant à elles estimées par interpolation ou extrapolation. Pour la commune, le premier recensement exhaustif entrant dans le cadre du nouveau dispositif a été réalisé en 2004.

En 2022, la commune comptait 114 habitants, en évolution de −13,64 % par rapport à 2016 (Yonne : −1,95 %, France hors Mayotte : +2,11 %).
| 1793 | 1800 | 1806 | 1821 | 1831 | 1836 | 1841 | 1846 | 1851 |
| ---- | ---- | ---- | ---- | ---- | ---- | ---- | ---- | ---- |
| 470  | 531  | 593  | 558  | 640  | 657  | 657  | 544  | 655  |

| 1856 | 1861 | 1866 | 1872 | 1876 | 1881 | 1886 | 1891 | 1896 |
| ---- | ---- | ---- | ---- | ---- | ---- | ---- | ---- | ---- |
| 630  | 666  | 661  | 661  | 623  | 620  | 540  | 480  | 450  |

| 1901 | 1906 | 1911 | 1921 | 1926 | 1931 | 1936 | 1946 | 1954 |
| ---- | ---- | ---- | ---- | ---- | ---- | ---- | ---- | ---- |
| 384  | 390  | 383  | 329  | 333  | 308  | 266  | 234  | 241  |

| 1962 | 1968 | 1975 | 1982 | 1990 | 1999 | 2004 | 2006 | 2009 |
| ---- | ---- | ---- | ---- | ---- | ---- | ---- | ---- | ---- |
| 221  | 208  | 187  | 167  | 156  | 166  | 142  | 132  | 161  |

| 2014 | 2019 | 2022 | - | - | - | - | - | - |
| ---- | ---- | ---- | - | - | - | - | - | - |
| 135  | 113  | 114  | - | - | - | - | - | - |

## Lieux et monuments
- Église Saint-Sulpice bâtie au XIIe siècle, restaurée au XVIIe siècle : portail roman surmonté d'un clocher carré, 2 portails plein cintre dont un flanqué de colonnes à chapiteaux, chœur et chapelles voûtés, 2 statues en pierre datées de 1702 et 1707 ;
- Chapelle en ruines dite « l'Auditoire » au hameau d'Avrigny ;
- Ancien relais de poste au carrefour Vézelay-Chamoux ;
- Château d'Avrigny, ancienne maison forte remaniée au XVIIe siècle et entourée de fossés ; pont de pierre à deux arches à l'entrée ;
- Manoir prieural : tour à canonnières ;
- Ruisseau du Chamoux ;
- Fraction de la forêt de Champornot ;
- Site du château et de la chapelle d'Avrigny, au fond d'un vallon verdoyant.

## Personnalités liées à la commune
L'histoire d'Asnières-sous-Bois et de toute la région est marquée par saint Bernard de Clairvaux, qui prêcha la deuxième Croisade à Vézelay le 31 mars 1146.

## Pour approfondir